# Ng (cirillico)
La Ң, minuscolo ң, chiamata ng è una lettera dell'alfabeto cirillico ed è una Н, con una cediglia in basso a sinistra. Viene usata in kazako, in kirghiso e in calmucco, dove rappresenta la consonante nasale velare /ŋ/. 

## Traslitterazione
Dal kazaco viene traslitterata con ñ o ng, mentre dal kirghiso viene traslitterata con ņ.